# Adźńa
Adźńa – według tradycji hinduskiej ćakra ulokowana na czole, powyżej brwi odpowiada za procesy poznawcze i percepcyjne. Steruje pracą pozostałych ćakr. Jej aktywizacja wiąże się z percepcją pozazmysłową. Uaktywnienie tej ćakry niesie za sobą zdolności parapsychologiczne takie jak czytanie w myślach czy widzenie pól energetycznych.

## Według C.G. Junga
Ćakrę adźńa, w charakterystyce Junga, dominuje tematyka Boga: nie ma tu żadnego czynnika psychicznego a jedyną rzeczywistość stanowi Bóg
. Wkraczając na poziom adźńaćakry, człowiek istniejący w pełni jako realność psychiczna, staje w obliczu innej realności psychicznej – odwiecznego obiektu psychicznego (czyli Boga). Zachodzi pełne utożsamienie z tym „nie-ja”, rozpłynięcie w Nim
, powrót do miejsca początku. To poziom pełni świadomości o wszystkim, wszechogarniającej wiedzy, doświadczanie bytu we wszystkim co istnieje. Śiwa i Śakti są zjednoczeni, Śpiąca Królewna (kundalini śakti), teraz manifestując się pod postacią Dewi, powróciła do Boga.